# Virola theiodora
Virola theiodora là một loài thực vật có hoa trong họ Myristicaceae. Loài này được (Spruce ex Benth.) Warb. miêu tả khoa học đầu tiên năm 1897.